# جایزه بزرگ بلژیک ۱۹۶۴
جایزه بزرگ بلژیک ۱۹۶۴ (انگلیسی: ‎1964 Belgian Grand Prix‎) یک مسابقهٔ موتوری در رشتهٔ اتومبیل‌رانی فرمول یک بود که در تاریخ ۱۴ ژوئن ۱۹۶۴ در اسپا-فرانکورشان واقع در اسپا، بلژیک برگزار شد. این گراند پری در میان ۱۰ گراند پری در فصل ۱۹۶۴، مسابقهٔ شمارهٔ ۳ بود.
در این مسابقه که در ۳۲ دور و به مسافت ۴۵۱٫۲۰۰ کیلومتر (۲۸۰٫۳۶۳ مایل) برگزار شد، پول پوزیشن توسط دن گرنی کسب شد و سریع‌ترین زمان برای طی یک دور پیست که برابر با ۳:۴۹٫۲ بود نیز توسط دن گرنی به ثبت رسید.
جیم کلارک از تیم لوتوس-کلیمکس، بروس مک‌لارن از تیم کوپر-کلیمکس و جک برابام از تیم برابام-کلیمکس به‌ترتیب مقام‌های اول تا سوم مسابقه را کسب کردند.

## رده‌بندی قهرمانی پس از مسابقه
|       | جایگاه | راننده      | امتیاز |
| ----- | ------ | ----------- | ------ |
| ۱     | ۱      | جیم کلارک   | ۲۱     |
| ۱     | ۲      | گراهام هیل  | ۱۴     |
| ۱     | ۳      | ریچی گینتر  | ۹      |
| ۱     | ۴      | پیتر آروندل | ۸      |
| ۵     | ۵      | بروس مک‌لارن | ۶      |
| منبع: |        |             |        |

|       | جایگاه | سازنده        | امتیاز |
| ----- | ------ | ------------- | ------ |
|       | ۱      | لوتوس-کلیمکس  | ۲۲     |
|       | ۲      | بی‌آرام        | ۱۵     |
| ۲     | ۳      | کوپر-کلیمکس   | ۸      |
| ۱     | ۴      | فراری         | ۶      |
| ۱     | ۵      | برابام-کلیمکس | ۵      |
| منبع: |        |               |        |

یادداشت
- تنها پنج جایگاه نخست از هر رده‌بندی نمایش داده شده‌است.